# Santiago de Baney
Santiago de Baney är en ort i Ekvatorialguinea.   Den ligger i provinsen Provincia de Bioko Norte, i den nordvästra delen av landet, 15 km öster om huvudstaden Malabo. Santiago de Baney ligger 284 meter över havet och antalet invånare är 2 365. Den ligger på ön Isla de Bioko.
Terrängen runt Santiago de Baney är kuperad västerut, men österut är den platt. Havet är nära Santiago de Baney österut.  Närmaste större samhälle är Malabo, 15,0 km väster om Santiago de Baney. I omgivningarna runt Santiago de Baney växer i huvudsak städsegrön lövskog.